# Leptocnemus sulphureus
Genre
Synonymes
- Leptocnema Koch, 1839

Espèce
Synonymes
- Goniosoma sulphureum Perty, 1833
- Leptocnema sulphurea (Perty, 1833)

Leptocnemus sulphureus, unique représentant du genre Leptocnemus, est une espèce d'opilions laniatores de la famille des Gonyleptidae.

## Distribution
Cette espèce est endémique de l'État de Rio de Janeiro au Brésil. Elle se rencontre vers Magé et Guapimirim.

## Description
Le mâle décrit par Kury en 1994 mesure 3,90 mm.

## Systématique et taxinomie
Cette espèce a été décrite sous le protonyme Goniosoma sulphureum par Perty en 1833. Elle est placée dans le genre Leptocnemus par C. L. Koch en 1839.

## Publications originales
- Perty, 1833 : « Arachnides Brasilienses. » Delectus animalium articulatorum, quae in itinere per Brasiliam annis MDCCCXVII-MDCCCXX jussu et auspiciis Maximiliani Josephi I Bavariae Regis augustissimi peracto, collegerunt Dr. J. B. de Spix et Dr. C. F. Ph. de Martius, Friedrich Fleischer, Monachii, p. 191-209 (texte intégral).
- C. L. Koch, 1839 : Die Arachniden: Getreu nach der Natur abgebildet und beschrieben. vol. 5, p. 1–158 (texte intégral).